# Золотой запас Румынского королевства
Золотой запас Румынского Королевства (рум. Tezaurul României) — золотой запас Национального Банка Румынии, который был вывезен на хранение в Российскую империю в декабре 1916 года во время Первой мировой войны. После Октябрьской социалистической революции был арестован Советским правительством, вслед за занятием румынскими войсками Бессарабии, присоединённой Российской империей в 1812 году по итогам русско-турецкой войны.

## История
В конце 1917 года Королевство Румыния, воспользовавшись ослаблением России, которая стояла на пороге Гражданской войны, приступила к оккупации Бессарабии. По сути дела, это была первая иностранная интервенция против только что образованного Советского государства.
26 января 1918 года в ответ на эти действия Совнарком РСФСР разорвал дипломатические отношения с Румынией, её государственный золотой запас, вывезенный в Россию в 1916 году, был объявлен «неприкосновенным для румынской олигархии».
Советское правительство (а впоследствии и российское) неоднократно официально заявляло, что румынское золото было возвращено после возвращения Бессарабии Советскому Союзу, но Румыния продолжает настаивать на том, что часть ценностей Королевской Румынии Россия удерживает и по сей день. 
С другой стороны, Бессарабию Румыния оба раза отдавала не добровольно, а под угрозой разгрома.